# Stazione di Biagioni-Lagacci
Stazione di Biagioni-Lagacci vasútállomás Olaszországban, Alto Reno Terme településen.

## Vasútvonalak
Az állomást az alábbi vasútvonalak érintik:
- Porrettana-vasútvonal

## Kapcsolódó állomások
A vasútállomáshoz az alábbi állomások vannak a legközelebb:
- Stazione di Pracchia
- Stazione di Molino del Pallone